# Macrotyloma hockii
Macrotyloma hockii är en ärtväxtart som först beskrevs av De Wild., och fick sitt nu gällande namn av Bernard Verdcourt. Macrotyloma hockii ingår i släktet Macrotyloma och familjen ärtväxter. Inga underarter finns listade i Catalogue of Life.